# Текели-Кипчак
Текели́-Кипча́к (укр. Текелі-Кипчак, крымскотат. Tekeli Qıpçaq, Текели Къыпчакъ) — исчезнувшее село в Ленинском районе Республики Крым, располагавшееся на юго-западе района и Керченского полуострова, примерно в 4,5 км к югу от современного села Луговое.

## История
Первое документальное упоминание села встречается в Камеральном Описании Крыма… 1784 года, судя по которому, в последний период Крымского ханства Текиле-Кыпчак входил в Арабатский кадылык Кефинского каймаканства.
После присоединения Крыма к России (8) 19 апреля 1783 года, (8) 19 февраля 1784 года, именным указом Екатерины II сенату, на территории бывшего Крымского Ханства была образована Таврическая область и деревня была приписана к Левкопольскому, а после ликвидации в 1787 году Левкопольского — к Феодосийскому уезду Таврической области. После Павловских реформ, с 1796 по 1802 год, входила в Акмечетский уезд Новороссийской губернии. По новому административному делению, после создания 8 (20) октября 1802 года Таврической губернии, Текбе-Эли-Кипчак был включён в состав Парпачской волости Феодосийского уезда.
По Ведомости о числе селений, названиях оных, в них дворов… состоящих в Феодосийском уезде от 14 октября 1805 года, в деревне Кипчак числилось 5 дворов и 24 жителя. На военно-топографической карте генерал-майора Мухина 1817 года деревня Копшляк обозначена также с 5 дворами. После реформы волостного деления 1829 года Кетели Кипчак, согласно «Ведомости о казённых волостях Таврической губернии 1829 года», отнесли к Агерманской волости (переименованной из Парпачской). На карте 1842 года Текбе эли Кипчак обозначен, как развалины.